# چک دم‌داسی
چک دم‌داسی (نام علمی: Cercomela sinuata) نام یک گونه از سرده چک‌های بیابان است.